# Jonah Birir
Jonah Birir (né le 27 décembre 1971) est un athlète kényan spécialiste du demi-fond.

## Carrière

### Palmarès
| Année | Compétition                   | Lieu      | Résultat | Épreuve | Performance   |
| ----- | ----------------------------- | --------- | -------- | ------- | ------------- |
| 1988  | Championnats du monde juniors | Sudbury   | 1er      | 800 m   | 1 min 50 s 03 |
| 1990  | Championnats du monde juniors | Plovdiv   | 2e       | 800 m   | 1 min 46 s 61 |
| 1992  | Jeux olympiques               | Barcelone | 5e       | 1 500 m | 3 min 41 s 27 |

### Records
| Épreuve      | Performance   | Lieu    | Date         |
| ------------ | ------------- | ------- | ------------ |
| 800 mètres   | 1 min 46 s 61 | Plovdiv | 10 août 1990 |
| 1 500 mètres | 3 min 33 s 86 | Zurich  | 4 août 1993  |